# Лепёшкин, Семён Васильевич
Семён Васильевич Лепёшкин (1852—1913) — русский предприниматель и общественный деятель, меценат, гласный Московской городской думы и земского собрания, почётный член Московского университета.

## Биография
Дед С. В. Лепёшкина был основателем известной Вознесенской мануфактуры, которая перешла к отцу Семёна Васильевича, занимавшемуся чайной торговлей.
Отец — Василий Семёнович Лепёшкин (1821–1860) занимался различными видами благотворительной деятельности, как и его мать Варвара Яковлевна (1831–1901), которая в 1880–1890 гг. была председателем попечительского совета убежища для слепых в Москве, учреждённого Обществом призрения слепых, а также почётным членом Екатерининского благотворительного общества; в 1887 в двух специально построенных зданиях в Москве открыла Женское профессиональное училище имени своей покойной дочери – Варвары Лепёшкиной, завещала Московскому общественному городскому управлению здания училища и 500 тыс. рублей на его содержание.
Семён Васильевич в возрасте 16-и лет был отправлен на учебу в Дрезден, где жил в семье бывшего ректора Ришельевского лицея П. В. Беккера. По окончании Коммерческой академии в Дрездене в 1871 году вернулся в Россию и активно занялся общественной деятельностью в качестве гласного Московской городской думы (1881–1900). Один из учредителей (1882) и директор Московского товарищества механических изделий, владевшего заводом по производству машин для текстильных фабрик.
Почётный член Московского университета с 1880 г.
Почётный член Общества для пособия нуждающимся студентам Московского университета.
С 1897 года проживал в Германии, где умер в 1913 году.

### Благотворительная деятельность

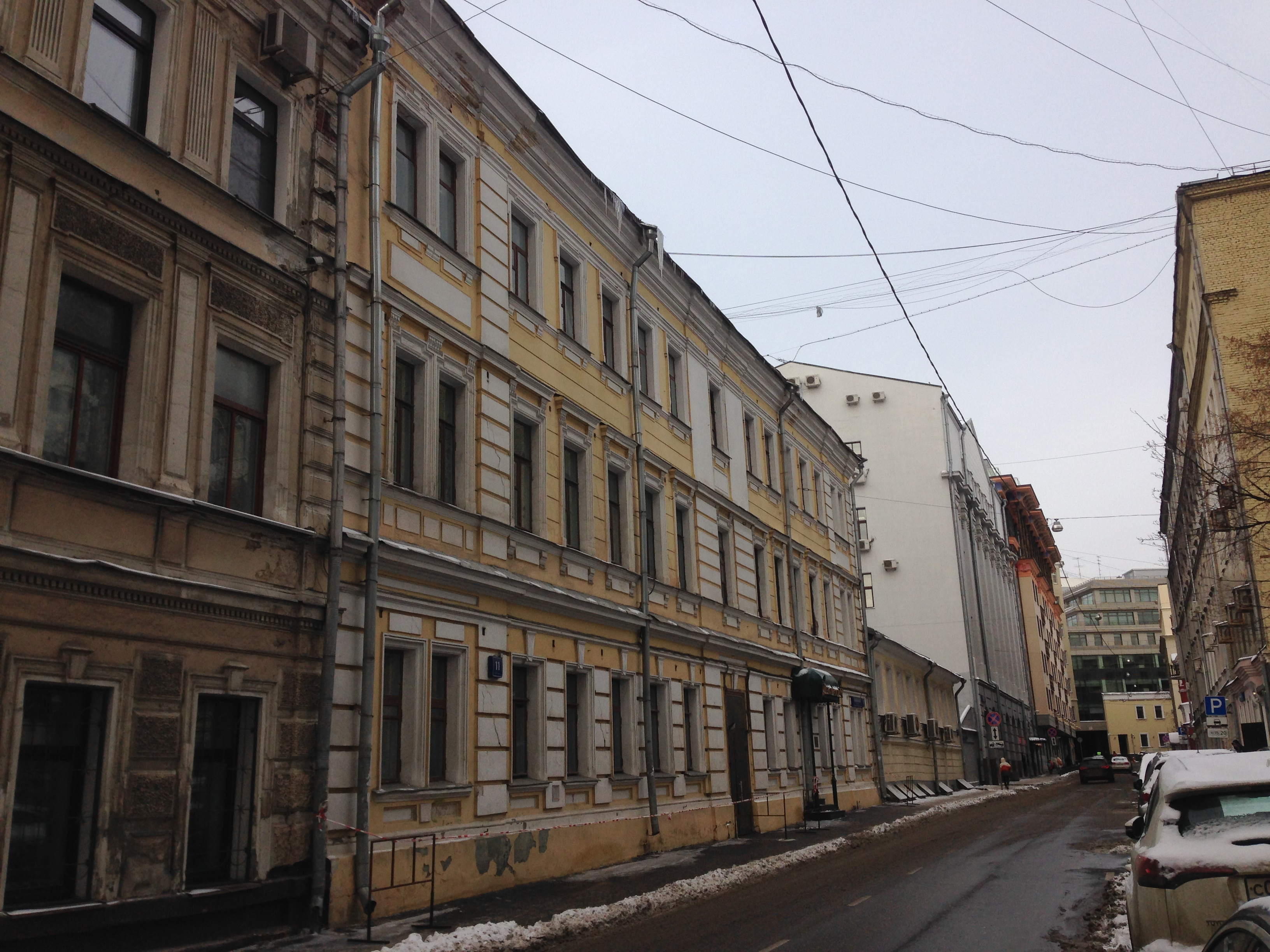
Здание первого общежития Московского университета в Филипповском переулке (2018)

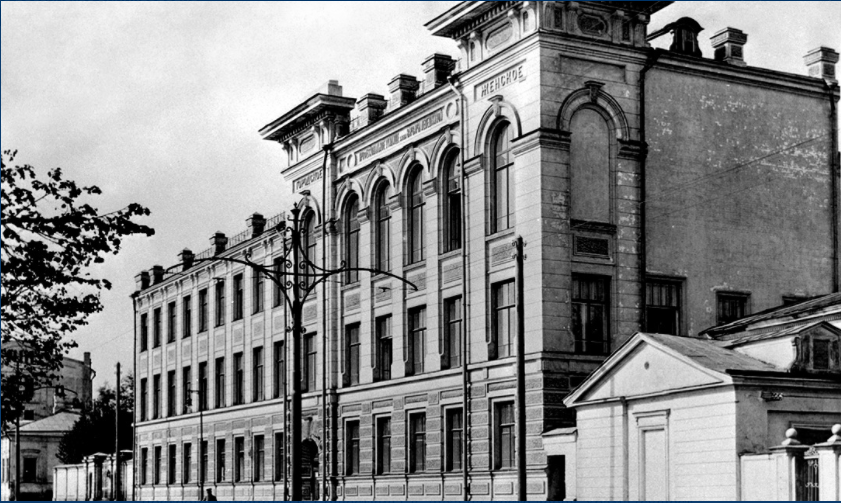
Корпус Женского профессионального училища имени Варвары Лепёшкиной в Москве (1910)

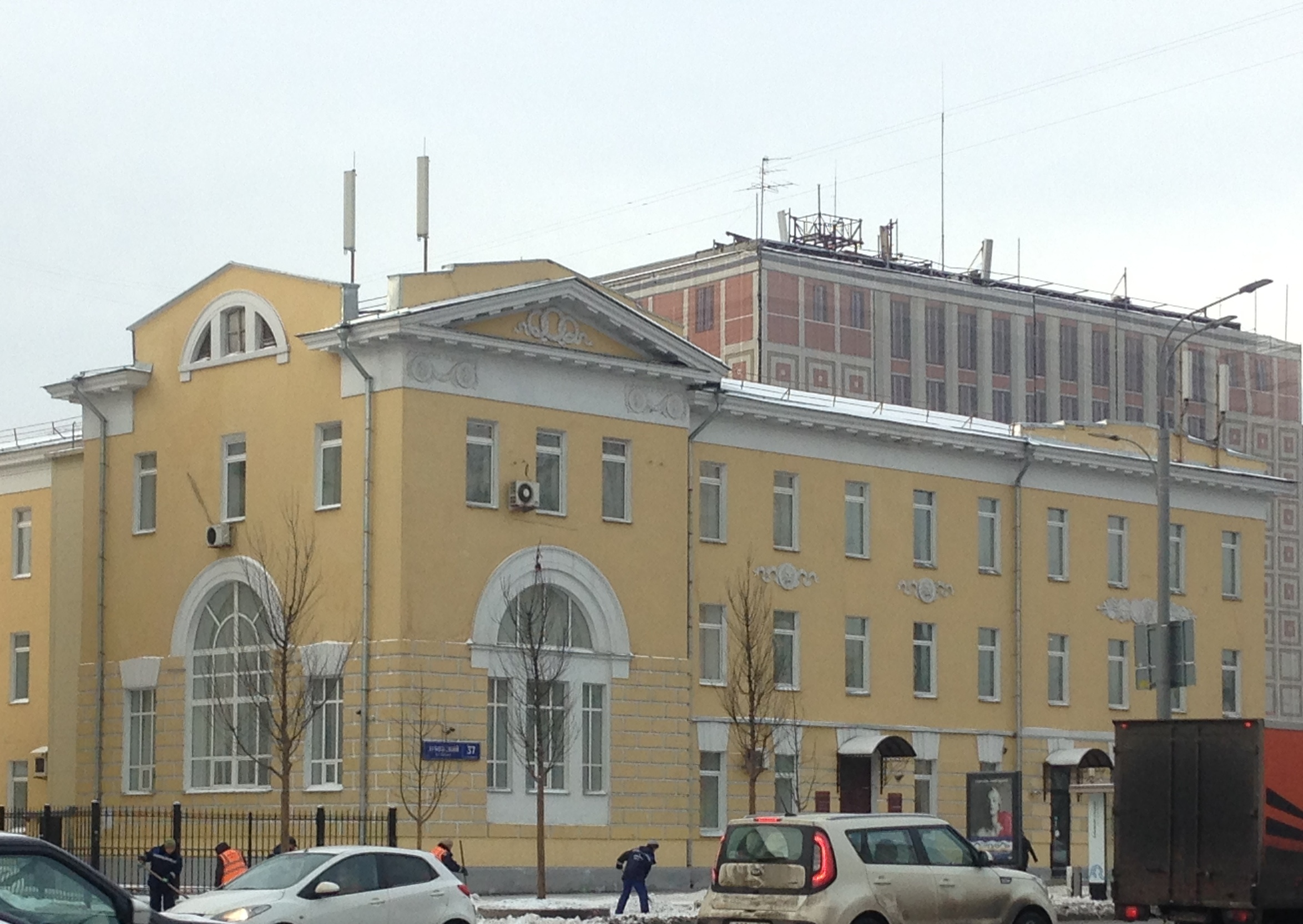
Здание общежития Московского университета на Зубовской площади (2018)

В своём имении Викторовка организовал лечебницу с амбулаторией и отделением для рожениц. Оказывал ежемесячную денежную помощь неимущим.
Весной 1878 г. купил дом в Филипповском переулке для организации первого студенческого общежития Московского университета, и к осени того же года закончил внешний ремонт и обустройство здания, специально спланированного под общежитие. В подаренном Лепёшкиным университету доме было 24 комнаты, из которых в 8 помещалось по одному, в 14 — по два и в двух — по три студента. В соответствии с желанием Лепёшкина, на полное бесплатное содержание 42 студентов (включая питание и ремонт дома) из его средств ежегодно расходовалось от 12 до 15 тыс. рублей. Ректор университета Н. С. Тихонравов назвал этот дар «выдающимся фактом в летописи благотворительности студентам Московского университета». Попавших туда студентов называли счастливцами, поскольку им был представлен полный пансион.. По выбору Лепёшкина первым заведующим этого общежития стал «отец земской статистики» В. И. Орлов. Дружба с профессором А. И. Чупровым помогала ему не ошибаться в выборе людей.
В 1887 году вместе с матерью создал «Женское профессиональное училище имени Варвары Лепёшкиной» (на Пятницкой улице) и передал его городу обеспеченным на вечные времена большими средствами.
В 1913 году стараниями Лепёшкина был открыт новый корпус университетского общежития (на Зубовской площади) на 32 отдельных и 5 двойных комнат, имевший «залу для гостей», служившую одновременно студенческой столовой, два рояля, библиотеку, электрическое освещение. Стоимость этого общежития в два раза превысила стоимость первого «дома студентов», составив 200 тыс. рублей. Всего месяц В. С. Лепёшкин не дожил до дня открытия.